# Nationella motståndsmuseet

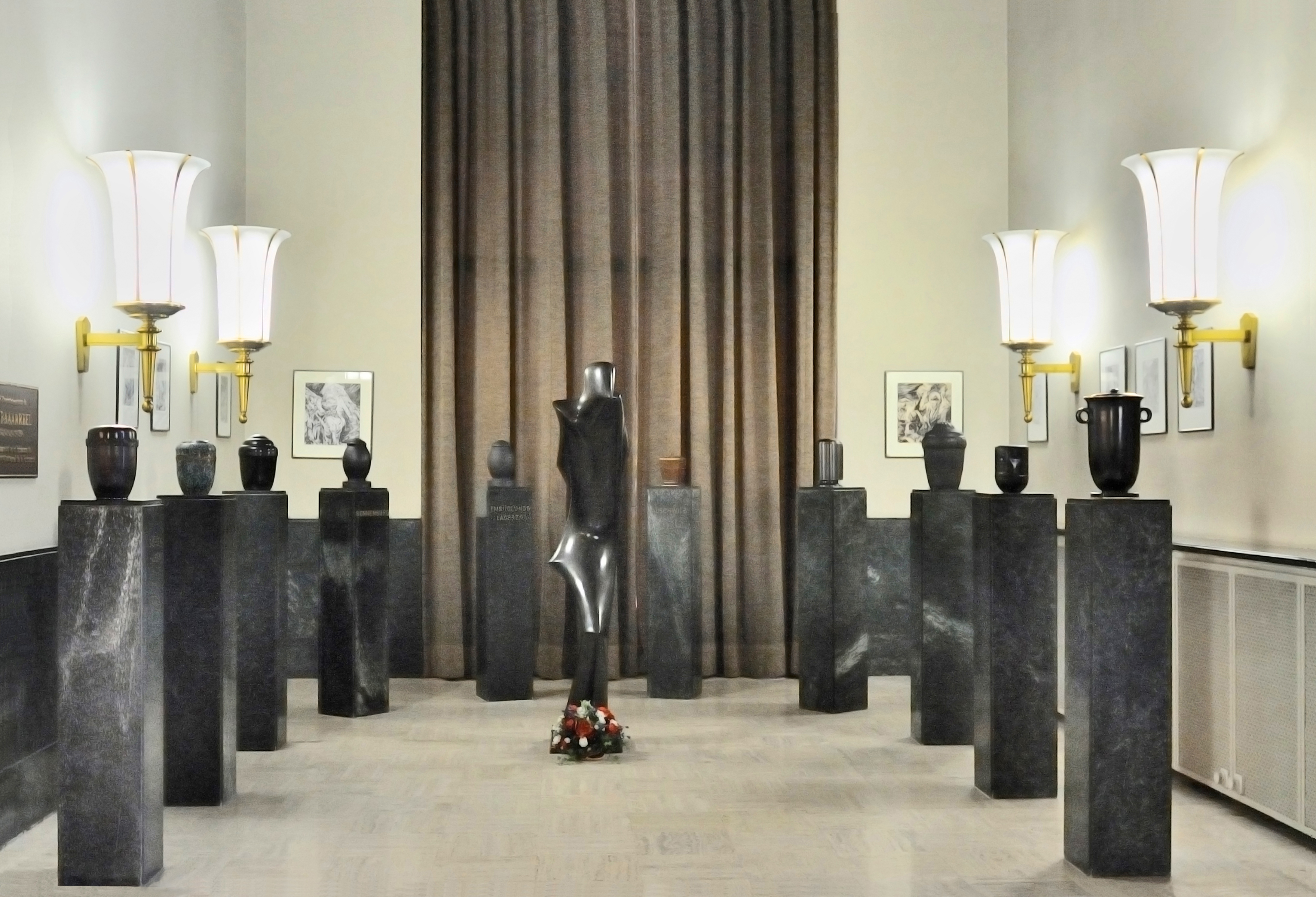
Ingångshallen, med Lucien Wercolliers skulptur Le prisonnier politique

Nationella motståndsmuseet (franska: Musée national de la Résistance, luxemburgska: Nationale Resistenzmusée) är ett historiskt museum i Esch-sur-Alzette i Luxemburg.

## Historik
Från slutet av 1940-talet började planeringen av ett motståndsmuseum av personer som medverkat i motståndsrörelsen, eller varit politiska fångar, för att bevara minnet av den tyska ockupationen under andra världskriget. Tillsammans med staden Esch-sur-Alxette ledde detta till att ett museum kunde invigas 1956. Museibyggnaden ritades av Nicolas Schmit-Noesen (1899–1964) och Laurent Schmit (1924–2002).
Samlingarna förnyades, och museet renoverades, från 1984 med statligt stöd. Museet återinvigdes 1987 och benämndes därefter som ett "nationellt museum".  

## Samlingen
Utställningen i entréplanet belyser förhållandena för Luxemburgs befolkning mellan början av den tyska ockupationen den 10 maj 1940 och befrielsen i september 1944 med ankomsten av den amerikanska armén samt Slaget om Ardennerna i januari 1945. På den övre våningen visas föremål från koncentrationslägren och skildras förföljelserna av Luxemburgs judar.
Av konstverk finns reliefer av Émile Hulten och Claus Cito (1882–1965) på museets framsida samt skulpturer av Lucien Wercollier (1908–2002) och René Weyland inne i museet. I museet finns också en fresk av Foni Tissen (1909–1975), en textil av samma konstnär berad på hans fångenskap i  Hinzert koncentrationsläger, liksom teckningar av Yvonne Useldinger (1921–2009) från Ravensbrücks koncentrationsläger.